# Tinea
Tinea  (лат.) — род настоящих молей из подсемейства тинеин. Включает в том числе таких бытовые вредители, как шубная и платяная моли. Род филогенетически близок к родам Tineola и Monopis.

## Образ жизни
Бабочки ведут сумереный и ночной образ жизни. Днём они обычно сидят в затемнённых местах (трещины коры деревьев, щели мебели, складки одежды и т. п.). Отмечены случаи проявления деятельности бабочек и в дневное время.